# Englishman River, British Columbia
Englishman River är ett vattendrag i Kanada.   Det ligger i Regional District of Nanaimo och provinsen British Columbia, i den sydvästra delen av landet, 3 600 km väster om huvudstaden Ottawa.
I omgivningarna runt Englishman River växer i huvudsak blandskog. Runt Englishman River är det glesbefolkat, med 18 invånare per kvadratkilometer.